# NGC 3637
NGC 3637 é uma galáxia lenticular (SB0) localizada na direcção da constelação de Crater. Possui uma declinação de -10° 15' 25" e uma ascensão recta de 11 horas, 20 minutos e 39,6 segundos.
A galáxia NGC 3637 foi descoberta em 4 de Março de 1786 por William Herschel.